# 斑鋸脂鯉
斑鋸脂鯉（学名：Serrasalmus maculatus）為輻鰭魚綱脂鯉目脂鯉亞目锯脂鲤科的其中一個種。分布於南美洲亞馬遜河、巴拉那河及巴拉圭河流域，體長可達26公分，棲息在水生植物覆蓋的溪流、水塘淺水處，成群活動，主要活耀於白天，以魚類、昆蟲、甲殼類、哺乳類屍體等為食，利齒可能造成創傷。
其种加词“maculatus”意为“有斑点、斑块、斑纹的”。